# Pivovar Náchod
PRIMÁTOR, a. s. je pivovarem v Náchodě. Byl založen v roce 1872 (první výstav v roce 1873) a předcházel mu výkon práva várečného ve sklepích měšťanů náchodských. Značku PRIMÁTOR používá od roku 1935.
Pivovar dodržuje klasické výrobní postupy, způsobem tradičního rmutování, za použití českého sladu a chmele. Hlavní kvašení probíhá na spilce v otevřených kádích, piva zrají dlouhé týdny v ležáckém sklepě. Přitom však pivovar patří k průkopníkům netradičních piv na tuzemském trhu (přináší různé pivní styly ze světa). K 31. 8. 2022 má v nabídce 17 druhů piv.
Pivovar nabízí možnost skupinových exkurzí s průvodcem.

## Historie
První zmínka o společném pivovaru právovárečných měšťanů se datuje k roku 1495. Majitelka panství Marie Magdalena Trčková z Lípy jim však toto právo odňala v roce 1623, definitivní zrušení práva potvrdil i následující majitel panství Ottavio Piccolomini v roce 1636. Město tak zůstalo několik desítek let bez vlastního piva, a to i poté, co si náchodští měšťané v roce 1684 zřídili malý pivovar v několik kilometrů vzdálené osadě Schlaney na tehdejší pruské straně hranic. Toto „zahraniční“ pivo se ve městě čepovat nesmělo.
Při politických a správních reformách 19. století získalo město Náchod výraznou rozhodovací samostatnost a na zasedání městského zastupitelstva 30. června 1871 byl jednomyslně schválen návrh starosty Josefa Boříka, aby město zřídilo vlastní průmyslový parostrojní pivovar, jehož výstav byl později upřesněn na 12 220 hl ročně. Nový pivovar vyprojektoval pražský inženýr Josef Vincenc Novák, základní kámen byl položen 8. dubna 1872 a už v říjnu 1873 vrchní sládek Antonín Lutz uvařil první várky 10° a 11° piva. První oficiální výstav piva byl proveden 6. prosince 1873. V roce 1874 byla ustavena správní rada pivovaru a schválen název Obecní pivovar v Náchodě. Mezitím, v roce 1872, dědici a nástupci původních zřizovatelů po 186 odprodali starý „náhradní“ slánský pivovar.
Výstav parostrojního pivovaru za prvních dvanáct měsíců činil 10 912 hl a odpovídal očekávání. Sortiment se později rozšířil o 12° ležák (1877), tmavé pivo a 13° ležák (1887). V roce 1897 činil výstav přibližně 27 000 hl a správní rada vypracovala návrh na modernizaci a rozšíření pivovaru pro výstav 60 000 hl, tyto plány však nebyly uskutečněny. V dalších letech byl pivovar spíše udržován a drobně vylepšován než výrazně rozvíjen, uskutečnily se jen drobné investice, jako například zavedení elektrického osvětlení v roce 1908. Téhož roku se začalo vařit 15° tmavé „zdravotní“ pivo pod označením Salvator.
První světová válka přinesla nedostatek surovin a výrazné zdražování. Používáním náhražek z řepy, kukuřice a pelyňku došlo ke snižování kvality piva až na pouze 3° a ke snížení výstavu na pouhých 3618 hl v kampani 1917/1918.
Obliba náchodského piva začala růst opět po skončení války a návratu k řádným surovinám. V roce 1929 začala pražská strojírna ČKD budovat novou varnu o kapacitě 120 hl, v roce 1930 pivovar investoval i do dvou vlastních hotelů, jedné hospody, nových garáží a strojní lednice. V roce 1935 je poprvé použita značka Náchodský PRIMÁTOR pro nově zavedené 12° tmavé pivo podle bavorského receptu. Téhož roku sice v důsledku hospodářské krize klesl výstav k 18 400 hl, ale o rok později začal opět růst. V roce 1937 byla zprovozněna ruční stáčírna lahví, která záhy zabezpečila téměř třetinu odbytu. Druhá světová válka znamenala opět omezení provozu a omezení dostupnosti surovin, i přes snížení kvality piva k 3,2° však nedošlo k dramatickému omezení výstavu a pivovar dál fungoval.
Po druhé světové válce se střídaly časy významných investic a časy čekání. Ještě v roce 1948 byla pořízena nová poloautomatická lahvovací linka, nová chladírna a parní technologie. V roce 1961 se tehdejší Pivovar Náchod stal jedním ze závodů národního podniku Východočeské pivovary Hradec Králové a o dobré práci jeho zaměstnanců svědčí ocenění „Závod vzorné jakosti“ z roku 1967. Nových investic se však pivovar dočkal až v roce 1972 (nová lahvovací linka) a zejména v roce 1983, kdy byla zahájena pět let trvající rekonstrukce varny. Téhož roku se zde, teprve na druhém místě v české části federace, začalo vařit nealkoholické pivo Pito. Vadou na kráse byl rok 1986, kdy byla zrušena výroba vlastního sladu a stáčení sudového piva přesunuto do 18 km vzdáleného pivovaru v Dobrušce. Na konci této éry však stál v roce 1989 v Náchodě poměrně moderní pivovar střední velikosti, s výstavem 210 000 hl.
Počátkem 90. let byl pivovar přeměněn na státní podnik, později akciovou společnost, a v roce 1993 se v rámci privatizace jeho majitelem opět stalo město Náchod. Lahvovací linka byla modernizována a její výkon zvýšen na 400 lahví za minutu, téhož roku se do Náchoda z Dobrušky vrátilo opět plnění piva do sudů. Sortiment rozšířilo speciální 16° pivo (1995). Ovšem hospodářská krize druhé poloviny 90. let snižuje výstav pod 110 tisíc hl a pivovar, jehož provoz byl v duchu doby financován úvěrem namísto vlastními tržbami, čelil problémům, jak se udržet v činnosti. Město coby majitel řešilo problémy propouštěním personálu a krize v pivovaru tak jen rostla.
V roce 1998 se podařilo pivovar stabilizovat a vedení se rozhodlo nekonkurovat na trhu velkovýrobou levného piva, nýbrž jít cestou speciálních piv. První takovou vlaštovkou byl 21° speciál PRIMÁTOR Imperial (1998) a 24° tmavý speciál PRIMÁTOR Double (1999). V roce 2002 byla zprovozněna technologie pro výrobu svrchně kvašených piv, prvním takovým se stalo pšeničné pivo Weizenbier, později doplněné o Stout a English Pale Ale. Postupně rostl i podíl exportu na výstavu a v letech 2005–2008 byl pivovar provozovatelem náchodského hotelu Beránek. V roce 2006 bylo dokončeno návštěvnické centrum s venkovním posezením pro 120 osob a od roku 2007 začíná pivovar s komplexní proměnou designu, včetně loga a nových etiket.
V roce 2008 se zastupitelé města Náchod za ODS, v čele s tehdejším starostou Oldřichem Čtvrtečkou, náhle rozhodli ziskový pivovar odprodat. Bez transparentního výběrového řízení tehdy schválili prodej soukromé společnosti Liberecký investiční fond a.s. (LIF; vlastník pivovarů Svijany a Rohozec) za 135 milionů Kč. Tento prodej vyvolal otřes v městském zastupitelstvu kvůli netransparentnosti a neodůvodněnosti, starosta po prohraných volbách v roce 2010 přišel o funkci a neúspěšný zájemce o privatizaci, pivovar Holba, dokonce podal k soudu návrh na určení neplatnosti prodejní smlouvy s tím, že chtěl zaplatit 185 milionů korun (ovšem město samotné by získalo jen 136,5 milionu). Tato žaloba byla sice zamítnuta Krajským soudem v Hradci Králové i Vrchním soudem v Praze, nicméně Nejvyšší soud v roce 2016 tyto rozsudky zrušil. Spor trval až do roku 2020, kdy město a Holba uzavřely smír a dohodu o narovnání – bezpochyby k němu přispělo i to, že LIF navýšil kupní cenu na 150 milionů korun, po dobu deseti let přispíval na sport v Náchodě jedním milionem korun a uhradil polovinu nákladů na soudní řízení.
Po roce 2009 tak pivovar stále pokračuje v obměnách a doplňování technologií i výrobního sortimentu. Jedním z milníků je rok 2018, kdy byla zavedena vlastní půllitrová lahev s nezaměnitelným tvarem a s názvem pivovaru přímo ve skleněném výlisku.

## Sortiment
Tradiční piva (plzeňský slad, odrůdy chmele Žatecký poloraný červeňák, Sládek):
- Premium - prémiový ležák, vlajková loď pivovaru s obsahem alkoholu 5 %.
  - Ocenění: Zlatá medaile The World Beer Awards 2010 (Londýn); 3. místo Barcelona Beer Challenge 2017; Stříbrná medaile International Craft Beer Award 2017 (Meininger); Vítěz Regionální potravina Královéhradeckého kraje 2017; 1. místo Frankfurt International Trophy 2018; Zlatá medaile European Beer Challenge 2019; Bronzová medaile The World Beer Awards 2020 (Londýn)

- 11 Ležák - světlý ležák s obsahem alkoholu 4,7 %.
  - Ocenění: Zlatá pivní pečeť Tábor 2010; 3. místo Pivo České republiky 2014; 1. místo Pivo České republiky 2019; Stříbrná pivní pečeť České Budějovice 2019; 1. místo Pivo České republiky 2019; 1. místo The World Beer Awards 2019 (Londýn); 2. místo ČESKÉ PIVO 2020

- Dark - tmavý ležák s obsahem alkoholu 4,5 %. Vedle plzeňského je používán i slad mnichovský, karamelový, barevný.
  - Ocenění: Stříbrná medaile European Beer Star 2013 (Mnichov); Zlatá pivní pečeť Tábor 2014; 3. místo Dočesná Žatec 2014; Bronzová medaile Brussels Beer Challenge 2015

- Antonín - světlé výčepní pivo s obsahem alkoholu 4 %.
  - Ocenění: Zlatá medaile Brussels Beer Challenge 2017; Zlatá medaile Ibeerian Awards 2018 (Aveiro); Stříbrná medaile Brussels Beer Challenge 2019

- Diamant - pivo se sníženým obsahem cukru s obsahem alkoholu 4 %.
  - Ocenění: 2. místo Dočesná Žatec 2010; 2. místo Dočesná Žatec 2011; Stříbrná pivní pečeť Tábor 2012; 1. místo Dočesná Žatec 2013

- Nealko – lehce prokvašené pivo s nízkým obsahem alkoholu max. 0,5 %.
  - Ocenění: Bronzová pivní pečeť Tábor 2009; Zlatá pivní pečeť Tábor 2010; Zlatá medaile Pivo České republiky 2011 (České Budějovice); 3. místo Dočesná Žatec 2016

Svrchně kvašená piva:
- IPA - India Pale Ale s obsahem alkoholu 6,5 %
  - Ocenění: 1. místo CEREVISIA SPECIALIS Pivní speciál 2015; Bronzová medaile Pivo České republiky 2016 (České Budějovice); 2. místo Dočesná Žatec 2017; 2. místo CEREVISIA SPECIALIS Pivní speciál 2017; 1. místo The World Beer Awards 2019 (Londýn); 1. místo CEREVISIA SPECIALIS Pivní speciál 2020

- EPA - English Pale Ale s obsahem alkoholu 5 %
  - Ocenění: 3. místo Sdružení přátel piva 2013; 1. místo CEREVISIA SPECIALIS Pivní speciál 2014; 1. místo Dočesná Žatec 2015; Zlatá medaile Nordic Beer Challenge 2016 (Kodaň)

- APA - American Pale Ale s obsahem alkoholu 5 %

- Weizen - pšeničné nefiltrované pivo s obsahem alkoholu 4,8 %
  - Ocenění: Absolutní vítěz The World Beer Awards 2013 (Londýn); Zlatá medaile World Beer Idol 2017; Zlatá medaile Barcelona Beer Challenge 2017; 1. místo European Beer Challenge 2019; 1. místo Žatecká Dočesná 2019; 1. místo The World Beer Awards 2019 (Londýn); 1. místo European Beer Star 2020 (Norimberk); 2. místo Brussels Beer Challenge 2020

- Stout - tmavé pivo irského typu s obsahem alkoholu 4,7 %
  - Ocenění: Zlatá pivní pečeť Tábor 2012; Bronzová medaile Pivo České republiky 2012 (České Budějovice); 1. místo CEREVISIA SPECIALIS Pivní speciál 2017; 3. místo Sdružení přátel piva 2017; 1. místo The World Beer Awards 2018 (Londýn); 1. místo The World Beer Awards 2019 (Londýn); 2. místo CEREVISIA SPECIALIS Pivní speciál 2020

- Chipper – pšeničné pivo s ovocnou příchutí, s obsahem alkoholu 2 %
  - Ocenění: 2. místo CEREVISIA SPECIALIS Pivní speciál 2016; Zlatá medaile Pivo České republiky České Budějovice 2016; Stříbrná pivní pečeť České Budějovice 2016

Speciální piva:
- Tchyně - India Pale Lager, kombinuje ležák a IPA, s obsahem alkoholu 4,7 %
  - Ocenění: 1. místo Chmielaki Krasnostawskie 2018; 2. místoEuropean Beer Challenge 2019; 1. místo Pivo České republiky 2019; 1. místo The World Beer Awards 2019 Londýn; 3. místo The World Beer Awards 2020 Londýn; 2. místo CEREVISIA SPECIALIS Pivní speciál 2020

- 13 Polotmavé - polotmavý ležák vídeňského typu s obsahem alkoholu 5,5 %
  - Ocenění: 1. místo CEREVISIA SPECIALIS Pivní speciál 2013; Stříbrná pivní pečeť České Budějovice 2016; 1. místo Dočesná Žatec 2016; Bronzová medaile World Beer Idol 2017; 2. místo Dočesná Žatec 2018; 2. místo Dočesná Žatec 2019

- 16 Exkluziv - světlý silný ležák s obsahem alkoholu 7,5 %
  - Ocenění: Zlatá medaile The World Beer Awards 2012 Londýn; Bronzová medaile Pivo České republiky 2016 České Budějovice; 2. místo Sdružení přátel piva 2016; 1. místo CEREVISIA SPECIALIS Pivní speciál 2017; 2. místo Dočesná Žatec 2019; 1. místo The World Beer Awards 2019 Londýn; 1. místo The World Beer Awards 2020 Londýn; 1. místo CEREVISIA SPECIALIS Pivní speciál 2020; Zlatá pivní pečeť České Budějovice 2020

- 21 Imperial - světlé speciální pivo s obsahem alkoholu 9 %
  - Ocenění: 2. místo CHMIELAKI 2013 Krasnostawskie; Bronzová pivní pečeť Tábor 2014; Zlatá pivní pečeť České Budějovice 2018; 3. místo CEREVISIA SPECIALIS Pivní speciál 2020

- 24 Double - tmavé mimořádně silné pivo s obsahem alkoholu 10,5 %
  - Ocenění: 3. místo Dočesná Žatec 2002; 1. místo CHMIELAKI 2010 Krasnostawskie; 3. místo CHMIELAKI 2013 Krasnostawskie; 1. místo The World Beer Award 2020 Londýn; 2. místo CEREVISIA SPECIALIS Pivní speciál 2020

Limitované edice:
- Medové pivo – světlé silné nefiltrované pivo s přídavkem javorového medu, obsah alkoholu 5,5 %
- Jubilejní ležák – světlý ležák s obsahem alkoholu 5,1 %

Nepivní produkty:
- limonády s příchutěmi cola, multivitamin, malina, hrozno

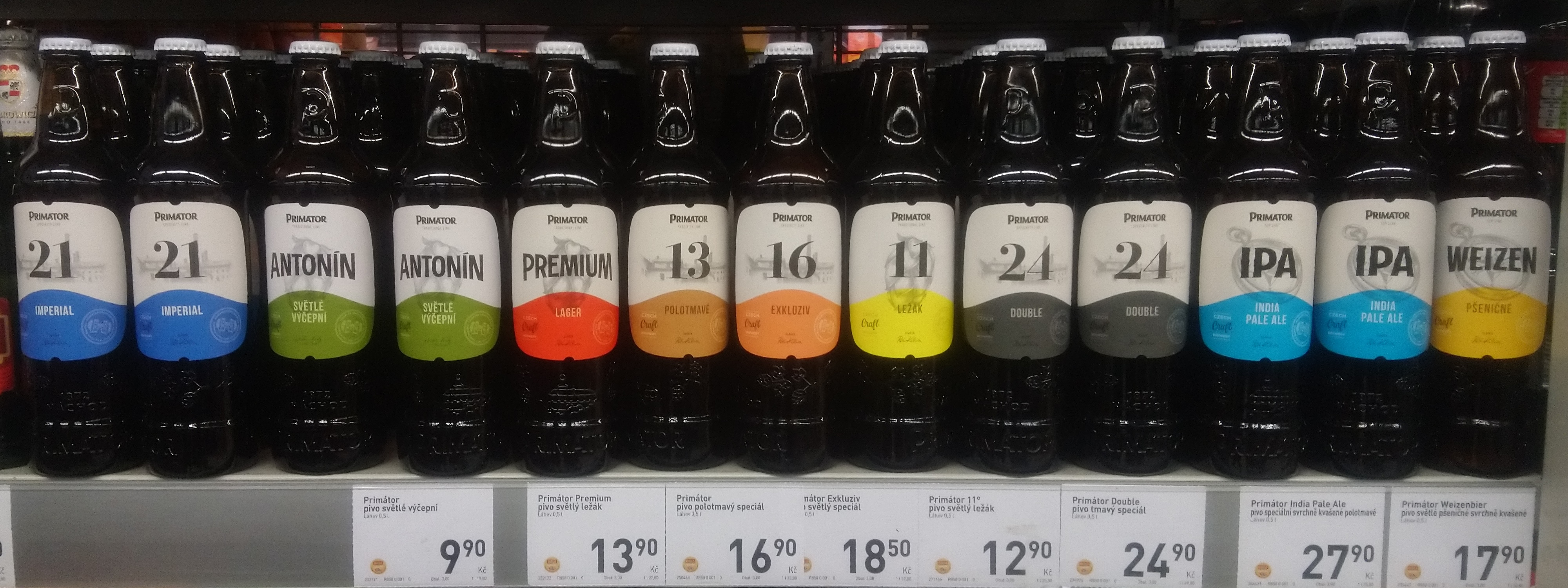
Sortiment pivovaru Primátor v supermarketu Billa Trutnov v srpnu 2020

- sodová voda